# Synagoge Gudensberg

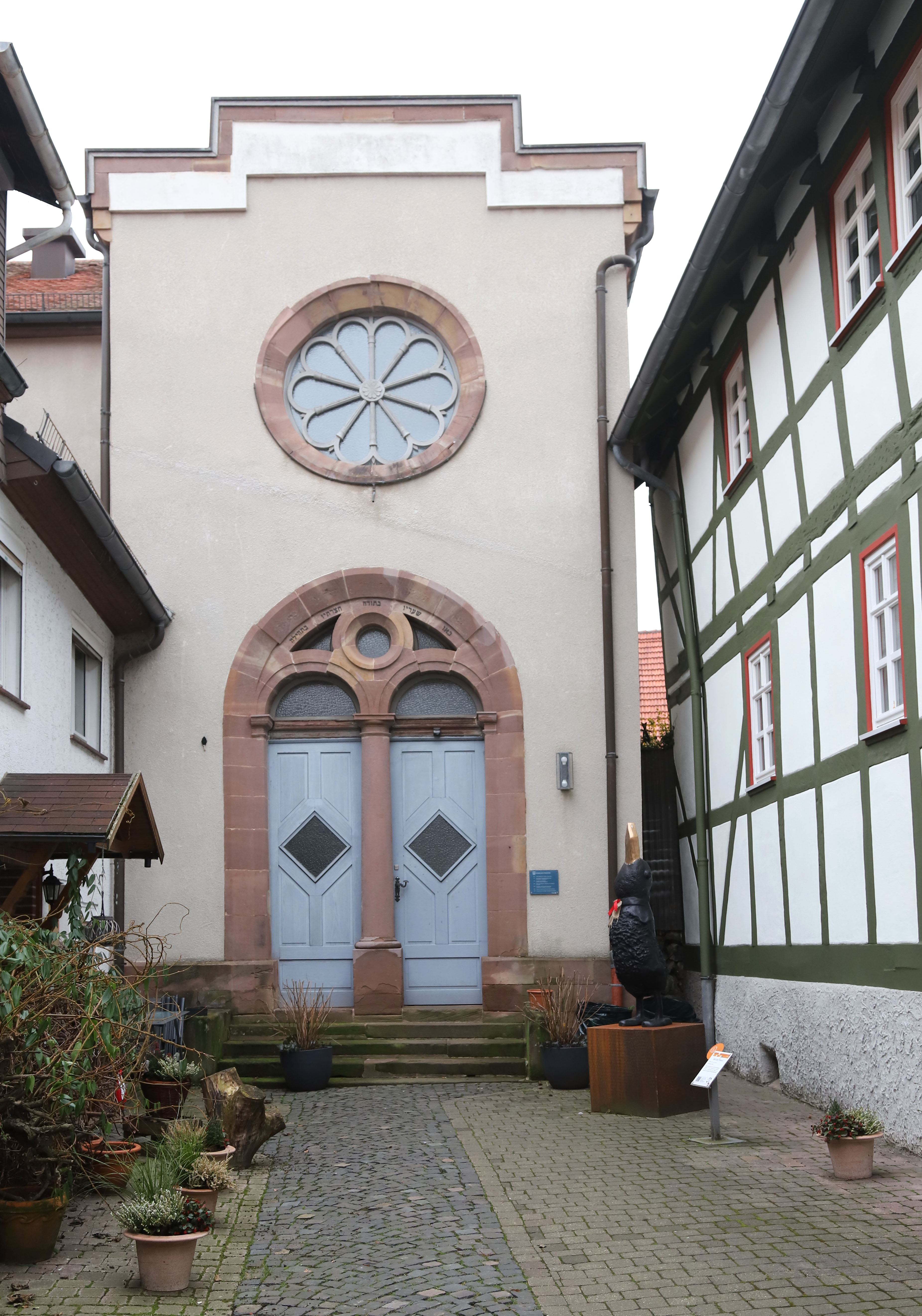
Eingang ehem. Synagoge Gudensberg

Die ehemalige Synagoge Gudensberg in der Stadt Gudensberg im Schwalm-Eder-Kreis in Nordhessen wurde in den Jahren 1840–1843 in der Hintergasse erbaut und wird nach Renovierung seit 1995 als Kulturhaus und Begegnungsstätte genutzt.

## Baugeschichte
Die jüdische Gemeinde von Gudensberg, sicher bezeugt seit 1664, hielt seit 1714 regelmäßig Gottesdienst in Betlokalen. In den 1840er Jahren lebten etwa 125 Personen jüdischen Glaubens in der Stadt; ihre Zahl wuchs 1855 auf 167 und erreichte 1871 einen Stand von 194. Die Gemeinde wurde durch Mitglieder aus den umliegenden Dörfern, insbesondere Maden und Obervorschütz, noch erheblich verstärkt. Dies rasche Anwachsen, verbunden mit zunehmendem Wohlstand, führte zu dem Wunsch nach einer Synagoge. 1834/35 beantragte die Gemeinde den Kauf eines Grundstückes, „damit die Gemeinde endlich die so dringend notwendige Verbesserung des Lehrer- und Schulhauses sowie die Anlage einer gänzlich dahier mangelnden Synagoge bewirken könne“. Mordechai Wetzlar (1801–1878), von 1830 bis 1875 Kreisrabbiner der beiden Landkreise Fritzlar und Melsungen mit Sitz in Gudensberg, berechnete dabei, dass die Synagoge „für 130 männliche, 113 weibliche Personen und 50 Schulkinder“ Platz bieten musste. Die Bauplanungen begannen 1837; mit dem Bau wurde im Frühjahr 1840 begonnen. Einweihung war am 14. September 1843. Die Baukosten von insgesamt 5.453 Reichstalern, 6 Silbergroschen und 5 Hellern wurden von der jüdischen Gemeinde selbst aufgebracht.
Während jüdische Landgemeinden in Nordhessen zumeist kleine Fachwerksynagogen bauten (so z. B. die Synagoge in Vöhl), handelte es sich in Gudensberg um einen massiven Steinbau in neuromanischem Stil von beachtlicher Größe. Der Bau hat eine Grundfläche von 14 × 15 m, und der Innenraum bemisst 111 m². Ein geräumiges Treppenhaus führte zur Frauenempore. Die Synagoge bot Platz für insgesamt etwa 280 Personen.  Die Inschriften zu beiden Seiten der heiligen Lade waren, rechts: Dauer der Tage ist in ihrer Rechten, links: in ihrer Linken Reichtum und Ehre (Sprüche 3,16).
Planer und Erbauer war der aus Kassel stammende Architekt Albrecht Rosengarten, der erste jüdische Architekt in Deutschland, der Synagogen baute.  Seine Architektur war von dem Anliegen geprägt, die Integration der Juden auch im Baustil zu symbolisieren. Zu seinen Werken gehörten u. a. die große Hauptsynagoge in Kassel und drei große Synagogen in Hamburg. Da diese alle zerstört worden sind, ist die Gudensberger Synagoge wohl eine der wenigen, wenn nicht die einzige noch erhaltene Synagoge dieses Architekten.
1910 wurde elektrisches Licht in die Synagoge gelegt und 1925 wurden größere Renovierungsarbeiten durchgeführt, weitgehend finanziert durch eine Spende von 5.000 Dollar des in die USA ausgewanderten damals 78-jährigen ehemaligen Gudensbergers und in Maden geborenen Isaac Mansbach.

## Schließung
Nur zwölf Jahre später, 1937, musste die Gemeinde, die seit 1933 auf wenige Mitglieder geschrumpft war, ihre Synagoge schließen. Die Kultgegenstände wurden an die jüdische Gemeinde in Kassel übergeben; in einem Gesamtverzeichnis, das 1960 im Zusammenhang mit Wiedergutmachungsanträgen erstellt wurde, wurde ihr Wert auf 78.150 DM geschätzt. Am 18. Juli 1938 wurde das Gebäude für 3.000 Reichsmark an einen Bäckermeister verkauft und bald danach umgebaut: die Empore wurde abgerissen, zwei Zwischendecken wurden eingezogen, ein Lastenaufzug wurde eingebaut und ein Garagentor wurde in die Rückseite gebrochen. Danach diente das Haus als Lagerhalle und Garage für eine Bäckerei, wobei es zunehmend verfiel.
Zu diesem Zeitpunkt gab es in Gudensberg bereits keine jüdischen Einwohner mehr. Am 30. Januar 1933 hatten 124 in der Stadt gelebt. Mindestens 60 in Gudensberg, Maden oder Obervorschütz geborene oder dort lebende Juden wurden in Konzentrationslager deportiert und dort ermordet oder gelten seitdem als verschollen. Im Mai 1938 verließ die letzte jüdische Familie Gudensberg.

## Schule
An die Synagoge angeschlossen war die jüdische Volksschule mit der Lehrerwohnung. 1825 erstmals erwähnt, war sie wohl die älteste ihrer Art in Niederhessen. Sie wurde 1877 von 26 Kindern und 1882 von 48 Kindern besucht. Die Schule wurde am 1. Januar 1934 von den Nationalsozialisten geschlossen; zu diesem Zeitpunkt waren noch 14 Kinder eingeschult.

## Spätere Nutzung
Von 1938 bis 1991 war die ehemalige Synagoge in Privatbesitz. Erst 1985 wurde das Gebäude unter Denkmalschutz gestellt.

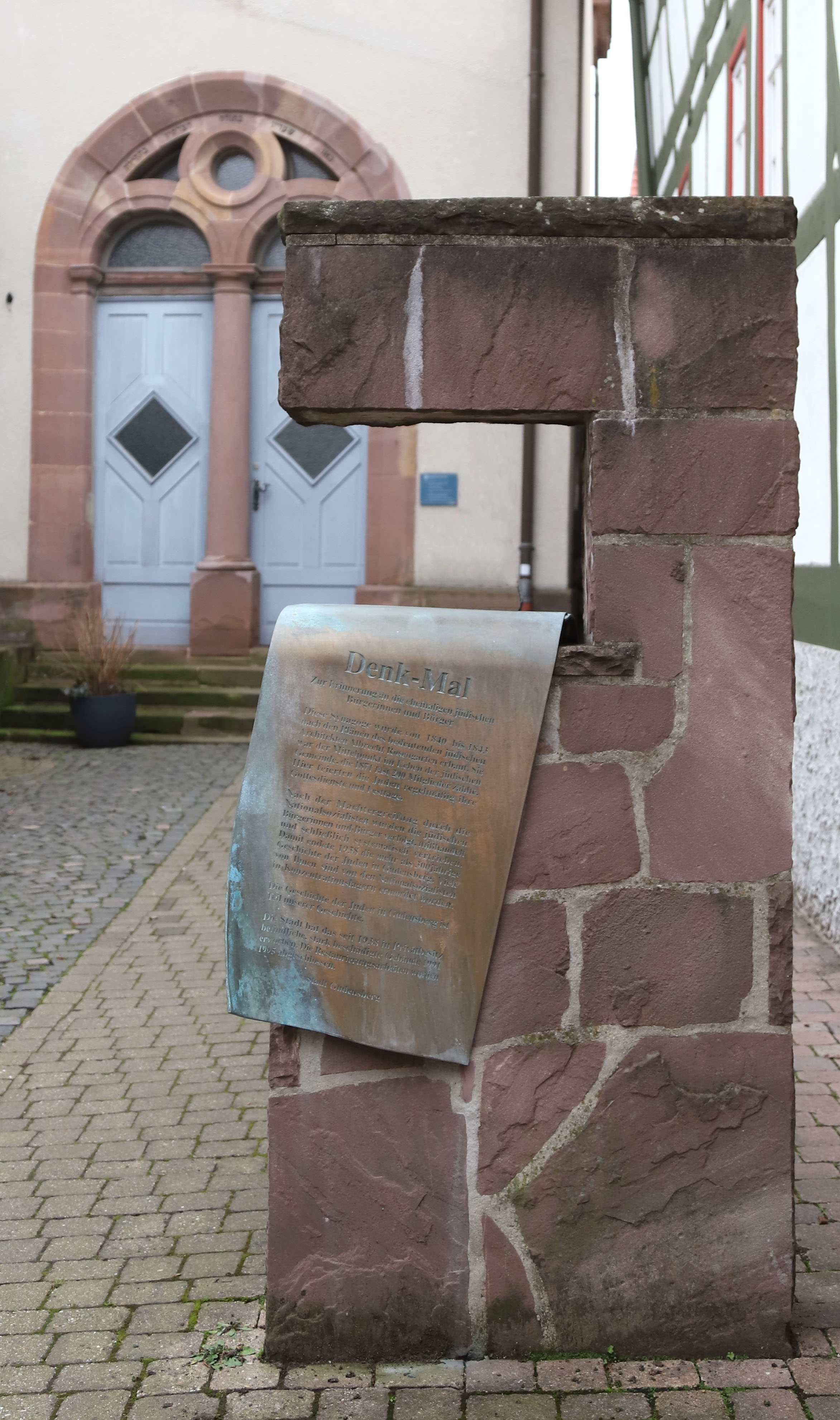
Denk-Mal bei der Synagoge von Gudensberg

Viel privates Engagement bewegte die Stadt 1991 dazu, das Gebäude zu kaufen und mit finanzieller Unterstützung von Kreis und Land die notwendige umfangreiche Sanierung durchzuführen. Am 7. November 1995 wurde die restaurierte ehemalige Synagoge eingeweiht. Sie wird seitdem für kulturelle Zwecke genutzt. Eine ständige Ausstellung dokumentiert die jüdische Geschichte von Gudensberg.